# Ballet Folclórico Nacional

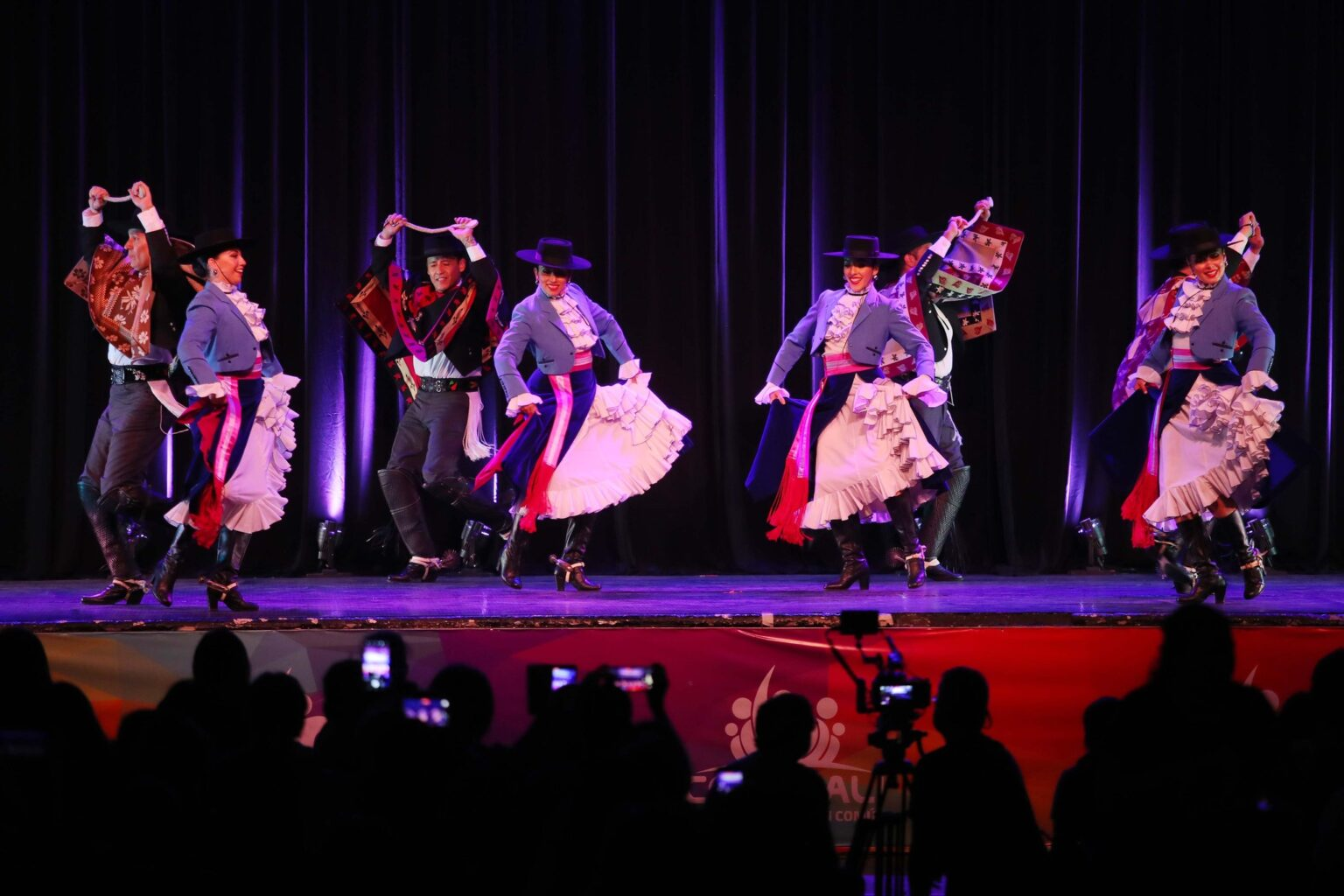
BAFONA durante una presentación.

El Ballet Folclórico Nacional, conocido por su acrónimo Bafona, es un grupo de danza chileno que se encarga de mantener vivas las tradiciones folclóricas del país. Se destacan por interpretar bailes como la cueca, bailes de Rapa Nui, bailes del norte (como la "Diabladas" de La Tirana) y danzas chilotas, entre otras.

## Orígenes
Fue creado en 1965 como Ballet Folclórico Nacional Aucaman (del mapudungun awka, 'salvaje', y mañ(ke), 'cóndor') por iniciativa de un grupo de profesores de educación física liderados por Claudio Lobos Amaro. En 1969 adquirió su nombre actual, Ballet Folclórico Nacional, al mismo tiempo que asumió la dirección del grupo el mexicano Rodolfo Reyes Cortés.
Este grupo de baile ha recorrido gran parte del mundo, presentándose en eventos como la Exposición Universal de Sevilla 1992, la Expo Lisboa 1998, el Festival de las Artes de Shanghái (2003), y en alrededor de diez ocasiones en el Festival Internacional de la Canción de Viña del Mar, siendo su presentación más exitosa aquella del certamen de 2006, cuando se le entregaron todos los premios destinados a los artistas que se presentan en el escenario: Antorcha de plata, Antorcha de oro, Gaviota de plata, y, tras el entusiasmo del público que pedía la Gaviota de oro, galardón eliminado para ese entonces, recibieron una nueva Gaviota de plata.
Por este grupo pasaron figuras como Andrés Pérez y Fernando Alarcón.

## Academia
La Academia Bafona, que convoca semestralmente a 60 alumnos, fue creada con el fin de aportar al reconocimiento de la diversidad y salvaguarda de las tradiciones de Chile. Su impulsor fue Germán Concha Pardo, director musical de la compañía y autor de varias de las obras que conforman en repertorio del Bafona. Concha dirigió la Academia hasta su deceso en junio de 2020.
En enero y junio, profesores recién titulados, licenciados en artes o en alguna disciplina artística (música o danza), estudiantes de tercer y cuarto año de licenciatura en artes y/o estudiantes de cuarto y/o quinto año de pedagogía pueden postular a esta Academia donde serán capacitados en el ámbito de las diversas expresiones de la danza y la música tradicional de Chile, a través de clases gratuitas, que se imparten tres veces a la semana, durante un semestre. Cabe destacar que este curso es certificado por el Centro de Perfeccionamiento, Experimentación e Investigaciones Pedagógicas, C.P.E.I.P. Una vez egresados, los alumnos contarán con las herramientas necesarias para desarrollarse profesionalmente capacitando a grupos de personas en escuelas, centros comunitarios y talleres municipales.